# Myrmelastes leucostigma
El hormiguero alimoteado (en Colombia y Ecuador) (Myrmelastes leucostigma), también denominado hormiguero alipunteado (en Venezuela) u hormiguero de alas punteadas (en Perú), es una especie de ave paseriforme de la familia Thamnophilidae perteneciente al género Myrmelastes. Hasta recientemente hizo parte del género Schistocichla, que fue todo integrado a Myrmelastes en 2013. Es nativo de Sudamérica.

## Distribución y hábitat
Se distribuye desde la base oriental de los Andes del oeste de Venezuela y centro norte de Colombia, hacia el sur por el este de Ecuador, este de Perú, oeste de Brasil y extremo noroeste de Bolivia; y hacia el este por el sur de Venezuela, Guyana, Surinam, Guayana francesa y el norte de la Amazonia brasileña. Ver más detalles en Subespecies.
Esta especie es poco común en el sotobosque de selvas húmedas de terra firme, principalmente debajo de los 1000 m de altitud.

## Sistemática

### Descripción original
La especie M. leucostigma fue descrita por primera vez por el ornitólogo austríaco August von Pelzeln en 1868 bajo el nombre científico Percnostola leucostigma; localidad tipo « Manaus, Amazonas, Brasil».

### Etimología
El nombre genérico masculino «Myrmelastes» proviene del griego «murmēx»: hormiga y «lastēs»: asaltante; significando «asaltante de hormigas»; y el nombre de la especie «leucostigma», proviene del griego «leukos»: blanco  y «stigma, stigmatos»: puntos; significando «con puntos blancos».

### Taxonomía
La especie Myrmelastes saturatus fue elevada al rango de especie (antes era la subespecie Schistocichla leucostigma saturata) siguiendo a Braun et al (2005), con base en las diferencias en la voz y el plumaje, lo que fue aprobado en la Propuesta N° 240 al Comité de Clasificación de Sudamérica de la Unión americana de ornitólogos (SACC).
Las especies Myrmelastes humaythae, M. brunneiceps y M. rufifacies fueron elevadas al rango de especie (antes eran subespecies de la presente) siguiendo a Isler et al (2007), lo que fue aprobado en la Propuesta N° 301 al SACC.
Los amplios estudios de Isler et al. 2013 en relación con el género Myrmeciza, demostraron que Myrmeciza hyperythra se encontraba agrupada dentro del grupo de especies que entonces formaban el género Schistocichla (entre las cuales la presente) y que todo este grupo estaba hermanado a Sclateria naevia. A todo este grupo lo denominaron un «clado Sclateria», dentro de una tribu Pyriglenini. Para resolver esta cuestión taxonómica, propusieron agrupar M. hypeythra y Schistocichla en el género resucitado Myrmelastes. En la Propuesta N° 628 al (SACC), se aprobó este cambio, junto a todos los otros envolviendo el género Myrmeciza.

### Subespecies
Según la clasificación del Congreso Ornitológico Internacional (IOC) (Versión 7.3, 2017) y Clements Checklist v.2017, se reconocen 4 subespecies, con su correspondiente distribución geográfica:
- Myrmelastes leucostigma subplumbeus (P. L. Sclater & Salvin, 1880) – extremo oeste de Venezuela (sureoste de Táchira) y a lo largo de la base oriental de los Andes en Colombia al sur hasta el noreste de Perú (al sur hasta el norte de Ucayali), también en el oeste de Brasil (extremo suroeste de Amazonas, extremo oeste de Acre).
- Myrmelastes leucostigma intensus (J. T. Zimmer, 1927) – centro de Perú (Huánuco, sur de Ucayali) al sur hasta el extremo noroeste de Bolivia.
- Myrmelastes leucostigma infuscatus (Todd, 1927) – sur de Venezuela (suroeste de Amazonas), este de Colombia (Guainía, Vaupés, Amazonas) y noroeste de la Amazonia brasileña (cuenca del alto río Negro al sur hasta el río Solimões).
- Myrmelastes leucostigma leucostigma (Pelzeln, 1868) – este de Venezuela (extremo este de Bolívar), las Guayanas y noreste de la Amazonia brasileña (al este desde el río Branco y río Negro hasta Amapá).